# Letiště Málaga

Logo letiště

Letiště Málaga (IATA: AGP, ICAO: LEMG), oficiálně Málaga-Costa del Sol nebo letiště Pabla Ruize Picassa je čtvrté nejrušnější letiště ve Španělsku, po Madridu-Barajas, Barceloně a Palma de Mallorce. Je důležité pro španělský cestovní ruch a je hlavním letištěm pro oblast Costa del Sol. Nachází se 8 km jihozápadně od města Málaga a 5 km severně od města Torremolinos. Má spojení do více než 60 zemí po celém světě, denní spojení s dvaceti městy Evropy, provozuje linky i do Afriky, Středního východu a v letních měsících také do Severní Ameriky. V roce 2019 odbavilo skoro 20 miliónů cestujících (podrobnější statistiky  viz Tabulka 1).
Letiště má tři terminály. Poslední třetí terminál byl otevřen dne 15. března 2010. Druhá přistávací dráha byla otevřena 26. června 2012. Slouží i jako mezinárodní letiště pro Andalusii, prochází jím 85 % všech cestujících do Andalusie.

## Historie
Letiště Málaga je jedno z nejstarších španělských letišť, které zůstalo na svém původním místě. Bylo otevřeno dne 9. března 1919. První pravidelná linka z Málagy odstartovala 1. září 1919, kdy Didier Daurat začal pravidelné lety mezi městy Toulouse, Barcelona, Alicante, Tanger a Casablanca.
V roce 1937 se letiště Málaga stalo vojenskou základnou. 12. července 1946 se letiště otevřelo pro mezinárodní civilní lety.

## Statistiky letiště

### Počty cestujících
V letech 2000 až 2019 počet cestujících na letišti Málaga téměř nepřetržitě vzrůstal (pouze v letech 2008, 2009 a 2012 meziročně přechodně mírně poklesl). Za sledované období vzrostl ze zhruba 9,4 miliónu v roce 2000 na skoro 20 miliónů v roce 2019, kdy letiště zaznamenalo dosud největší počet cestujících (podrobněji viz Tabulka 1). V letech 2020–2021 došlo i na zdejším letišti (jako skoro na všech letištích) k obrovskému poklesu v důsledku pandemie covidu-19). V roce 2021 sice oproti roku 2020 došlo ke znatelnému oživení ve srovnání s rokem 2020, ale i tak počet cestujících stále ještě nedosáhl ani poloviny (44,7 procent) rekordního roku 2019. 
| Rok  | Počet cestujících | Bazický index (2000=100) | Změna [%] |
| ---- | ----------------- | ------------------------ | --------- |
| 2000 | 9 443 872         | 100                      | x         |
| 2001 | 9 932 975         | 105                      | ▲ 5,2     |
| 2002 | 10 429 439        | 110                      | ▲ 5,0     |
| 2003 | 11 566 616        | 122                      | ▲ 10,9    |
| 2004 | 12 046 277        | 128                      | ▲ 4,1     |
| 2005 | 12 669 019        | 134                      | ▲ 5,2     |
| 2006 | 13 076 252        | 138                      | ▲ 3,2     |
| 2007 | 13 590 803        | 144                      | ▲ 3,9     |
| 2008 | 12 813 472        | 136                      | ▼ −5,7    |
| 2009 | 11 622 429        | 123                      | ▼ −9,3    |
| 2010 | 12 064 521        | 128                      | ▲ 3,8     |
| 2011 | 12 823 117        | 136                      | ▲ 6,3     |
| 2012 | 12 581 944        | 133                      | ▼ −1,9    |
| 2013 | 12 925 186        | 137                      | ▲ 2,7     |
| 2014 | 13 748 976        | 146                      | ▲ 6,4     |
| 2015 | 14 404 206        | 153                      | ▲ 4,8     |
| 2016 | 16 673 151        | 177                      | ▲ 15,8    |
| 2017 | 18 626 581        | 197                      | ▲ 11,7    |
| 2018 | 19 021 704        | 201                      | ▲ 2,1     |
| 2019 | 19 856 299        | 210                      | ▲ 4,4     |
| 2020 | 5 161 636         | 55                       | ▼ −74,0   |
| 2021 | 8 874 765         | 94                       | ▲ 71,9    |

### Počet letů a přepravený náklad
Počet vzletů a přistání po celé toto období rovněž dlouhodobě rostl (opět s občasnými přechodnými malými poklesy), ale procentuálně méně než počet cestujících, což je dáno nárůstem podílu větších letadel. Naopak objem přepraveného nákladu od roku 2000 téměř nepřetržitě klesal a v roce 2019 jeho objem činil méně než třetinu (31 procent) nákladu přepraveného  v roce 2000. I když pomineme ještě větší pokles v krizových letech 2020–2021, tak i pro toto letiště  platí, že dlouhodobě se rozvíjí osobní doprava (především turistů), zatímco význam nákladní dopravy zde setrvale klesá.
| Rok  | Vzletů a přistání | Změna [%] | Cargo (tun) | Změna [%] |
| ---- | ----------------- | --------- | ----------- | --------- |
| 2000 | 92 930            | x         | 9 920       | x         |
| 2001 | 98 174            | ▲ 5,6     | 9 365       | ▼ −5,6    |
| 2002 | 101 519           | ▲ 3,4     | 8 670       | ▼ −7,4    |
| 2003 | 110 220           | ▲ 8,6     | 6 837       | ▼ −21,1   |
| 2004 | 116 047           | ▲ 5,3     | 6 811       | ▼ −0,4    |
| 2005 | 123 959           | ▲ 6,8     | 5 493       | ▼ −19,4   |
| 2006 | 127 776           | ▲ 3,1     | 5 399       | ▼ −1,7    |
| 2007 | 129 698           | ▲ 1,5     | 5 828       | ▲ 7,9     |
| 2008 | 119 821           | ▼ −7,6    | 4 800       | ▼ −17,6   |
| 2009 | 103 536           | ▼ −13,6   | 3 400       | ▼ −29,2   |
| 2010 | 105 631           | ▲ 2,0     | 3 064       | ▼ −9,9    |
| 2011 | 107 397           | ▲ 1,7     | 2 992       | ▼ −2,3    |
| 2012 | 102 162           | ▼ −4,9    | 2 711       | ▼ −9,4    |
| 2013 | 102 359           | ▲ 0,2     | 2 661       | ▼ −1,8    |
| 2014 | 108 261           | ▲ 5,8     | 2 498       | ▼ −6,1    |
| 2015 | 108 897           | ▲ 0,6     | 2 472       | ▼ −1,0    |
| 2016 | 123 700           | ▲ 13,6    | 2 288       | ▼ −7,4    |
| 2017 | 137 092           | ▲ 10,8    | 2 866       | ▲ 25,3    |
| 2018 | 141 313           | ▲ 3,1     | 2 768       | ▼ −3,4    |
| 2019 | 144 939           | ▲ 2,6     | 3 080       | ▲ 11,3    |
| 2020 | 59 668            | ▼ −58,8   | 912         | ▼ −70,4   |
| 2021 | 92 227            | ▲ 54,6    | 1 501       | ▲ 64,6    |